# June y Jennifer Gibbons
June Gibbons (nacida el 11 de abril de 1963) y Jennifer Gibbons (11 de abril de 1963-9 de marzo de 1993) eran gemelas que crecieron en Gales. Se las conoció como "Las Gemelas Silenciosas" ya que solo se comunicaban entre ellas. Escribieron obras de ficción. Ambas mujeres fueron ingresadas en el Hospital Broadmoor, donde estuvieron recluidas durante 10 años.

## Infancia
June y Jennifer eran hijas de los inmigrantes afrocaribeños Gloria y Aubrey Gibbons. La familia Gibbons se mudó de Barbados al Reino Unido a principios de la década de 1960, como parte de la generación Windrush (la primera oleada de inmigrantes negros llegada a Reino Unido, procedentes de las antiguas colonias del Caribe y que después de la Segunda Guerra Mundial el gobierno alentó a venir debido a la necesidad de mano de obra para la reconstrucción del país tras el conflicto). Gloria era ama de casa y Aubrey trabajaba como técnico para la Real Fuerza Aérea. La pareja también tuvo una hija, Greta, nacida en 1957 y un hijo, David, nacido en 1959.
En 1960 Aubrey se fue a vivir con un pariente en Coventry y pronto se graduó como técnico de planta. Gloria le siguió, con Greta y David, varios meses después. Las gemelas nacieron el 11 de abril de 1963 en un hospital militar en Adén, Yemen, donde su padre había sido enviado. La familia pronto se trasladó, primero a Inglaterra y, en 1974, a Haverfordwest, Gales. Las hermanas gemelas eran inseparables y su idioma, un criollo bajan acelerado, dificultaba que la gente las entendiera.
Como las únicas niñas negras en la comunidad, fueron condenadas al ostracismo en la escuela. Esto resultó ser traumático para ellas, y finalmente hizo que los administradores de la escuela las despidieran temprano todos los días para evitar el acoso. Su lenguaje se volvió aún más idiosincrásico en este momento. Pronto fue ininteligible para los demás. Su lenguaje, o idioglosia, calificado como un ejemplo de criptofasia, ejemplificado por las acciones simultáneas de las gemelas, que a menudo se reflejan entre sí. Las gemelas se volvieron cada vez más reservadas y finalmente no hablaron con nadie excepto entre ellas y con su hermana menor Rose.
Las niñas continuaron asistiendo a la escuela, aunque se negaron a leer o escribir. En 1974, un médico que administraba las vacunas en la escuela notó su comportamiento impasible y lo notificó a un psicólogo infantil. Las gemelas comenzaron a ver una sucesión de terapeutas que intentaron sin éxito que se comunicaran con los demás. Fueron enviadas a internados separados en un intento de romper su aislamiento, pero la pareja se volvió catatónica y completamente retraída cuando se separaron.

## Expresión creativa
Cuando se reunieron, las dos pasaron varios años aislándose en su dormitorio, participando en elaborados juegos con muñecas. Crearon muchas obras de teatro e historias en una especie de estilo de telenovela, leyendo algunas de ellas en voz alta como regalo para su hermana Rose. Inspirándose en un par de diarios de regalo de la Navidad de 1979, comenzaron su carrera como escritoras. Solicitaron un curso de escritura creativa por correo, y cada una llevó un diario extenso y escribió una serie de historias, poemas y novelas. Ambientadas principalmente en los Estados Unidos y particularmente en Malibú, California, las historias involucran a hombres y mujeres jóvenes que exhiben un comportamiento extraño y, a menudo, delictivo.
June escribió una novela titulada Pepsi-Cola Addict, en la que el héroe de la escuela secundaria es seducido por un maestro y luego enviado a un reformatorio donde un guardia homosexual hace una obra de teatro para él. Las dos chicas juntaron sus beneficios de desempleo para que la novela fuera publicada por una prensa de vanidad. Sus otros intentos de publicar novelas e historias no tuvieron éxito. En The Pugilist de Jennifer, un médico está tan ansioso por salvar la vida de su hijo que mata al perro de la familia para obtener su corazón para un trasplante. El espíritu del perro vive en el niño y finalmente se venga del padre. Jennifer también escribió Discomania, la historia de una joven que descubre que la atmósfera de una discoteca local incita a los clientes a la violencia loca. Siguió con The Taxi-Driver's Son, una obra de radio llamada Postman and Postwoman, y varios cuentos. June Gibbons es considerada una escritora marginal.

## Hospitalización
En sus últimos años de adolescencia, las gemelas comenzaron a experimentar con drogas y alcohol. En 1981, las chicas cometieron una serie de delitos que incluyeron vandalismo, pequeños robos e incendios provocados, que las llevaron al hospital Broadmoor, un hospital de salud mental de alta seguridad. Las gemelas fueron condenadas a detención indefinida en virtud de la Ley de Salud Mental de 1983. Permanecieron en Broadmoor durante once años. June más tarde culpó de esta larga sentencia a su mutismo selectivo: «Los delincuentes juveniles reciben dos años de prisión... Tenemos doce años de infierno porque no hablamos... Perdimos la esperanza, de verdad. Escribí una carta a la Reina, pidiéndole que nos sacara. Pero estábamos atrapadas». Sometidas a altas dosis de medicamentos antipsicóticos, se encontraron incapaces de concentrarse; Jennifer aparentemente desarrolló discinesia tardía (un trastorno neurológico que resulta en movimientos involuntarios y repetitivos). Aparentemente, sus medicamentos se ajustaron lo suficiente como para permitirles continuar con los copiosos diarios que habían comenzado en 1980, y pudieron unirse al coro del hospital, pero perdieron la mayor parte de su interés en la escritura creativa.
El caso alcanzó notoriedad debido a la cobertura periodística de la periodista Marjorie Wallace de The Sunday Times. Wallace más tarde escribió un libro sobre las dos llamado Las Gemelas Silenciosas, publicado en 1986.

## Muerte de Jennifer
Según Wallace, las chicas tenían un acuerdo de larga data de que si una moría, la otra debía comenzar a hablar y vivir una vida normal. Durante su estadía en el hospital, empezaron a creer que era necesario que una de ellas muriera, y después de mucha discusión, Jennifer accedió a sacrificar su vida. En marzo de 1993, las gemelas fueron trasladadas de Broadmoor a la Clínica Caswell más abierta en Bridgend, Gales. A su llegada, Jennifer no pudo ser despertada. La llevaron al hospital donde murió poco después de una miocarditis aguda, una inflamación repentina del corazón. No hubo evidencia de drogas o veneno en su sistema, y su muerte sigue siendo un misterio.
En la investigación, June reveló que Jennifer había estado actuando de manera extraña durante aproximadamente un día antes de su liberación; su habla había sido arrastrada y había dicho que se estaba muriendo. En el viaje a Caswell, había dormido en el regazo de June con los ojos abiertos. En una visita unos días después, Wallace relató que June «estaba de un humor extraño». Ella dijo: «Por fin soy libre, liberada, y por fin Jennifer ha dado su vida por mí».
Después de la muerte de Jennifer, June concedió entrevistas con Harper's Bazaar y The Guardian. En 2008, vivía tranquila e independientemente, cerca de sus padres en Gales Occidental. Ya no era monitoreada por los servicios psiquiátricos, fue aceptada por su comunidad y trató de dejar atrás el pasado. Una entrevista de 2016 con su hermana Greta reveló que la familia había estado profundamente preocupada por el encarcelamiento de las niñas. Ella culpó a Broadmoor por arruinar sus vidas y por descuidar la salud de Jennifer; habría querido presentar una demanda contra Broadmoor, pero Aubrey y Gloria se negaron, diciendo que no devolvería a Jennifer.

## En otros medios
La pareja fue el tema del drama televisivo de 1986 Las Gemelas Silenciosas, transmitido en BBC2 como parte de su serie Screen Two, y un documental de Inside Story Silent Twin - Without My Shadow, que se emitió en BBC1 en septiembre de 1994. Una obra basada en el libro de Wallace, titulado Speechless, debutó en Londres en 2011.
La historia de las gemelas también inspiró la canción de 1998 de Manic Street Preachers "Tsunami".
La cineasta polaca Agnieszka Smoczyńska está preparada para dirigir un largometraje con los gemelas como tema, protagonizada por la actriz de Black Panther Letitia Wright. La película será una coproducción internacional entre 42 Management & Production del Reino Unido y Mandats de Polonia y contará con el respaldo del Instituto de Cine Polaco y el moderador Inwestycje.